# Vikarizace
Vikarizace (vikariance, vikariace, vikarismus) je fytogeografický termín označující stav, kdy se dva a více blízce příbuzných (přirozeně se vyskytujících) taxonů, vzniklých ze společného předka, ve volné přírodě vzájemně nahrazují/zastupují. Nejčastěji se jedná o druhy, které se zastupují v jednom areálu rodu. Vikarizující taxony (vikarianty) vznikly buď rozpadem a samostatným vývojem v části původního areálu, nebo vlivem přizpůsobení odlišným podmínkám během migrace.

## Rozdělení
1. regionální vikarizace – taxony se nahrazují v různých oblastech
  - horizontální (= geografická) vikarizace – územní zastupování, např. sasanka hajní, pstroček dvoulistý (Evropa) × sasanka pětilistá, pstroček kanadský (S. Amerika);
  - vertikální vikarizace – vazba na výškové vegetační stupně, např. hvozdík pyšný pravý (nížinný až podhorský stupeň) × h. p. alpínský (horský až subalpínský stupeň);
2. intraregionální vikarizace – probíhá ve stejném území
  - ekologická vikarizace – rozhodující jsou rozdíly ve stanovištních podmínkách, např. pěchava vápnomilná × pěchava slatinná, sleziník severní × sleziník routička
  - temporální (= chronologická) vikarizace – rozdíly v životních cyklech (zejména v době květu)

### Vikarizace geografická
Jedná se o druhy původně společného areálu obývající nyní dva a více různých areálů. Příkladem může být například lípa srdčitá (Tilia cordata) rostoucí běžně v Evropě a lípa Tilia amurensis vyskytující se ve východní Asii.  Dalším příkladem jsou zástupci rodu cedr (Cedrus), a to cedr atlaský (Cedrus atlantica) vyskytující se přirozeně v pohoří Atlas, cedr libanonský (C. libani) rostoucí v pohoří Taurus na jihu Turecka a táhnoucí se od západu až po Libanon, a dále Cedrus brevifolia přirozeně rostoucí na Kypru a Cedrus deodara rostoucí na západ od Himálají.

### Vikarizace vertikální
Jde o zastoupení druhů v různých nadmořských výškách. Například Solidago virgaurea subsp. virgaurea roste od nížin až do hor. Nezasahuje však až do subalpínského a alpínského stupně, kde je zastoupena (vikarizována) S. virgaurea subsp. minuta.

### Vikarizace ekologická
Jedná se o příbuzné druhy společného rodového areálu oddělené ekologickými podmínkami. Druhy se v odlišných ekologických podmínkách zastupují svým výskytem. Příkladem může být pupava obecná (Carlina vulgaris) rostoucí na kyselých půdách a pupava dlouholistá (C. longifolia) rostoucí na půdách bazických. Pupava obecná je tedy acidofilní rostlina a pupava dlouholistá bazifilní.